# Hippolyte-Pierre Crosilhes
Hippolyte-Pierre Crosilhes est un médecin français né le 13 décembre 1807 à Montauban et mort en janvier 1864 à Crépy-sur-Oise.
Docteur en médecine de la faculté de Paris, professeur d'anatomie et membre de plusieurs sociétés savantes, il meurt à la suite d'un accident (chute dans un puits).

## Publications sélectives
- De l'hystérie, Paris, 1845.
- Hygiène et maladies des cheveux, Paris, 1847.
- Traité complet des maladies vénériennes mis à la portée des gens du monde, Paris, 1849 (lire en ligne).
- Hygiène et maladies des femmes, Paris, 1850 (lire en ligne).
- Hygiène et maladies des enfants, Paris, 1850.